# Psapharochrus lanei
Psapharochrus lanei är en skalbaggsart som först beskrevs av Luciane Marinoni och Martins 1978.  Psapharochrus lanei ingår i släktet Psapharochrus och familjen långhorningar. Inga underarter finns listade i Catalogue of Life.